# Anacroneuria llana
Anacroneuria llana is een steenvlieg uit de familie borstelsteenvliegen (Perlidae). De wetenschappelijke naam van de soort is voor het eerst geldig gepubliceerd in 1995 door Stark.